# Asiadodis yunnanensis
Asiadodis yunnanensis es una especie de insecto del género mantis dentro la familia Mantidae.

## Distribución geográfica
Se encuentra en Yunnan (China).